# 聖保羅男女中學附屬小學
聖保羅男女中學附屬小學（英語：St. Paul Co-educational College Primary School）是香港一所由香港聖公會主辦、位於香港島黃竹坑的小學，校址位於香港黃竹坑南風徑11號。而其直屬中學是聖保羅男女中學。
聖保羅男女中學附屬小學屬基督教男女校，創校於1915年，以「 如今常存的有信、有望、有愛這三樣，其中最大的是愛。（哥林多前書13:13） 」為校訓。學校的上課時間是全日，教學語言是中文，小二至小六每年有評估3次，小一每年有評估2次。由於聖保羅男女中學附屬小學是直資小學，學生每年須繳付學費63000元。編制上，該校共有小一5班、小二5班、小三5班、小四5班、小五5班和小六5班。小一至小六平均分班。

## 校政管理
歷任校監
- 利乾 先生

歷任校長
- 羅怡基 女士[2]
- 梁麗美 女士
- 李端儀 女士
- 張慧純 女士（現任校長）

## 著名校友
- 陳厚毅：香港一位著名的男性皮膚科醫生，工作是提供皮膚專科治療和診斷等服務。
- 李澤鉅：全國政協常委，長和主席兼董事總經理，亞洲首富李嘉誠的長子
- 李澤楷：電訊盈科主席，亞洲首富李嘉誠的次子
- 劉遵義：香港經濟學家、前香港中文大學校長
- 鍾培生：香港電子競技有限公司創辦人兼行政總裁、香港遊戲產業協會理事
- 林敏怡：香港作曲家及唱片監製（1962年小六）[3][註 1]
- 鍾鎮濤：香港男演員、男歌手
- 陳百强：香港著名已故音樂人（1971年上午校）[4]
- 林敏驄：香港著名填詞人、藝人（1971年上午校）[4]
- 包以正：香港爵士樂結他手（1972年上午校）[5]
- 陳啟泰：香港男演員、男歌手及主持人[註 2]
- 蘇恩磁：香港女演員[6]（1966年小六下午校）[7]
- 林愷鈴：香港唱作女歌手、演員（2012年小六）[8]
- 岑寧兒：香港唱作女歌手
- 田耕熹：香港會計師、北京體育文化獨立非執行董事（1967年小六）[9]
- 唐家成：前證監會主席、畢馬威會計師行中國、香港及亞太區主席（1966年小六下午校）[7]
- 胡定旭：前香港醫院管理局主席（1966年小六下午校）[7]
- 楊敏德：香港商人，溢達集團董事長，前香港理工大學校董會主席及前香港特別行政區行政會議成員[註 3]
- 譚惠珠：香港政治人物（1958年小六下午校）[10]
- 關正傑：香港男歌手（1960年小六上午校[11]）
- 鄧昭祺：香港中文學者（1960年小六上午校[11]）
- 黃子欣：香港上市公司偉易達集團（港交所：00303）主席兼集團行政總裁（1962年小六上午校）[12]
- 郭志桁：香港賽馬會副主席（1962年小六上午校）[12]
- 莫鳳儀：香港兒童教育家（1962年小六下午校）[12]
- 顧爾言：前香港考試及評核局主席（1959年小六下午校）[13]
- 黃英琦：前市政局民選議員、灣仔區議員及灣仔區議會主席（1972年上午校）[5]
- 郭志舜：前香港輔助警察隊總監（1957年小六）[14]
- 楊偉添：香港總商會總裁、前港龍航空行政總裁、前國泰航空中國區、東南亞地區、台灣暨韓國區總經理[15]
- 何永賢：香港房屋局局長、前建築署署長
- 梁傳昕：第四屆香港特別行政區行政長官、時任全國政協副主席梁振英，與其妻梁唐青儀所生的長子[16]
- 梁齊昕：第四屆香港特別行政區行政長官、時任全國政協副主席梁振英，與其妻梁唐青儀所生的次女[16]
- 梁頌昕：第四屆香港特別行政區行政長官、時任全國政協副主席梁振英，與其妻梁唐青儀所生的三女[16]

## 外部連結
- 官方网站